# Energie

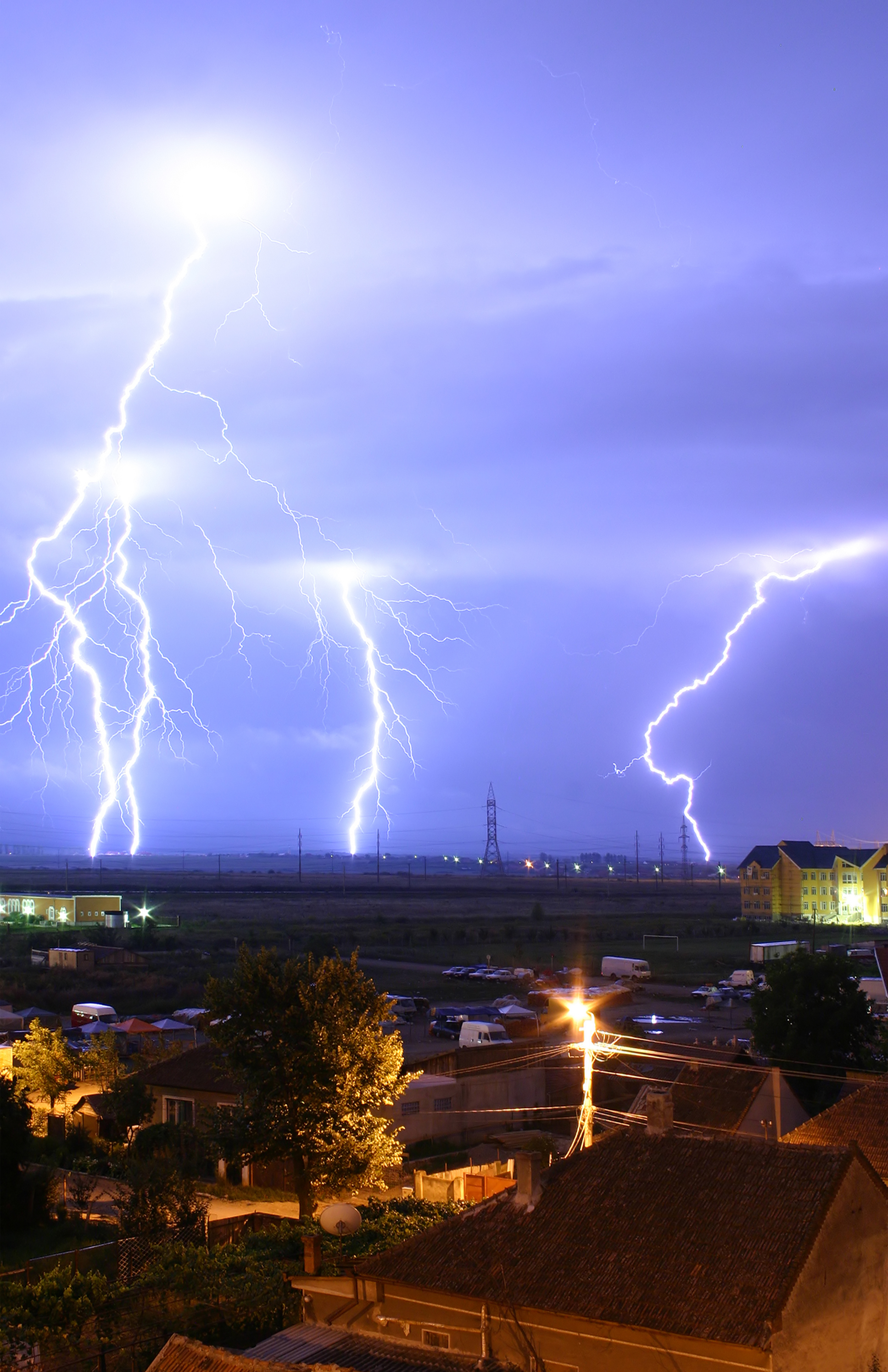
Trăsnete în Oradea

În fizică, sau, mai general, în știință, tehnică și tehnologie, energia, potențialul care determină schimbări, este un concept folosit la înțelegerea și descrierea proceselor fizice și chimice.
Cuvântul energie provine din greacă veche ενέργεια, energheia, „activitate”, εν având semnificația „în” iar έργον având semnificația de „lucru” în sensul folosit în fizică.

## Istoric
Termenul își are originea în operele lui Aristotel.

## Energia - concept filozofic
La nivelul actual de cunoștințe și dezvoltare tehnologică, se consideră că universul care ne înconjoară există sub două forme: de substanță (materie) și câmp de forțe. Materia este caracterizată prin două mărimi fundamentale: masa și energia. Masa este măsura inerției și a gravitației, iar energia este măsura scalară a mișcării materiei. Cuvântul energie are o răspândire foarte largă, totuși, conținutul concret al noțiunii nu este la fel de răspândit sau riguros analizat, datorită îndeosebi unor particularități mai subtile, caracteristice anumitor forme de transfer energetic. Cea mai generală definiție, prezintă energia ca măsură a mișcării materiei. Această formulare, deși corectă, prezintă inconvenientul unei exprimări mai puțin explicite, având în vedere diversitatea mare a formelor de mișcare a materiei.
Energia clasică definește calitatea schimbărilor și proceselor care au loc în univers, începând cu deplasarea în spațiu și terminând cu gândirea. Unitatea și legătura formelor de mișcare a materiei, capacitatea lor de transformare reciprocă a permis măsurarea diferitelor forme ale materiei printr-o măsură comună: energia.
Energia este unul dintre cele mai importante concepte fizice descoperite de om. Înțelegerea corectă a noțiunii de energie constituie o condiție necesară pentru analiza sistemelor energetice și a proceselor energetice.

## Definiții
Din punct de vedere științific, energia este o mărime care indică capacitatea unui sistem fizic de a efectua lucru mecanic când trece printr-o transformare din starea sa într-o altă stare aleasă ca stare de referință. Energia este o funcție de stare.
Când un sistem fizic trece printr-o transformare, din starea sa în starea de referință, rămân în natură schimbări cu privire la poziția sa relativă și la proprietățile sistemelor fizice din exteriorul lui, adică:
- schimbarea poziției, vitezei,
- schimbarea stării termice,
- schimbarea stării electrice, magnetice,

atât ale lui cât și ale sistemelor din exteriorul său. Efectele asupra sistemelor externe se numesc acțiunile externe ale sistemului în cursul transformării.
Dacă acțiunile sunt exclusiv sub forma efectuării de lucru mecanic, acesta este echivalentul în lucru mecanic al acțiunilor externe. Suma echivalenților în lucru mecanic al tuturor acțiunilor externe care se produc când un sistem fizic trece, prin transformare, dintr-o stare dată într-o stare de referință este energia totală a sistemului fizic în starea dată față de cea de referință și reflectă capacitatea sistemului de a produce lucru mecanic.
Conform legii conservării energiei, diferența de energie a unui sistem fizic la o transformare între două stări este independentă de calea urmată la transformarea între cele două stări, ea depinzând numai de cele două stări. Alegând arbitrar valoarea energiei de referință, energia din orice altă stare are o valoare bine determinată. Ca urmare, energia este o funcție de stare a sistemului fizic pe care îl caracterizează, adică este o funcție de potențial. În funcție de starea de referință, energia poate fi pozitivă, negativă sau nulă.
Se numește formă de energie fiecare termen aditiv din cea mai generală expresie a energiei totale a sistemelor fizice, care depinde exclusiv de o anumită clasă de mărimi de stare (de exemplu: mărimi mecanice, electrice, magnetice etc.).
Lucrul mecanic nu este o formă de energie, deoarece nu caracterizează sistemele fizice, ci transformările lor, respectiv interacțiunea dintre sistemele fizice în cursul transformării lor.
Căldura schimbată de un corp cu exteriorul de asemenea. nu este o formă de energie. Căldura nefiind o energie, nu se poate defini o căldură conținută de un corp, ci doar una schimbată cu exteriorul.
Conform relației dintre masă și energie, oricărei forme de energie a unui sistem fizic îi corespunde o masă inertă a sistemului, conform relației lui Einstein:
{\displaystyle E=m\,c^{2}}
unde m este masa sistemului, iar c este viteza luminii în vid. De subliniat că masa nu este o energie, ci o mărime asociată acesteia.
Partea din energia totală a unui sistem fizic în a cărei expresie intervin dintre mărimile din cinematică doar cele care caracterizează configurația geometrică a corpurilor din sistem se numește energie potențială. Energia potențială depinde numai de poziția relativă a corpurilor din sistem și față de sistemele din exterior. Energia potențială poate fi sub diferite forme: de deformare, elastică, gravitațională, electrică etc.
Partea din energia totală a unui sistem fizic care depinde exclusiv de mărimile de stare interne se numește energie internă. În fizica clasică se presupune că energia internă a sistemelor fizice este susceptibilă de variație continuă.

### Definiția formală din mecanică și termodinamică
Formal, energia definită în fizica clasică, în mecanică, respectiv în termodinamică, este starea unui sistem fizic oarecare de a efectua lucru mecanic între două poziții diferite ale respectivului sistem fizic în spațiu. Folosind notațiile comune în fizică, se poate scrie:
{\displaystyle L=\int \mathbf {F} \cdot \mathrm {d} \mathbf {s} }
Adică lucrul mecanic (L) efectuat de un sistem oarecare este dat de integrala produsului dintre forța (F) cu care sistemul fizic acționează pe elementul de distanță, care aici este reprezentat infinitezimal ca o diferențială (ds).
La nivel integral, deoarece forța și deplasarea sunt mărimi vectoriale, expresia energiei ca lucrul mecanic efectuat de un sistem fizic ce acționează cu o anumită forță, pe o anumită distanță, este un produs scalar a doi vectori, vectorul forță și vectorul deplasare.
{\displaystyle L=\mathbf {F} \cdot \mathbf {d} =|\mathbf {F} ||\mathbf {s} |\cos {(F;s)}\,}
unde prin notațiile: |F| și |s| se înțeleg scalarii respectivi, adică valorile numerice ale respectivelor mărimi fizice.

## Unități de măsură
Energia se măsoară în SI în Jouli J. Se poate scrie:
< E > = < L > = < F > x < s > = 1 N x 1 m = 1 kg x 1m x s−2 x 1 m = 1 kg x 1m2 x 1s−2 = 1 J
Deci, 1 J este în termeni de mărimi fizice fundamentale: 1 kg x 1 m2 x 1 s−2.
Dimensional, relația de mai sus devine:
[ E ] = M x L +2 x T −2
Conversii în alte sisteme de unități:
- MKfS: 1 J = 1 / 9,80665 kgfm
- CGS: 1 J = 107 erg

## Conservarea energiei
Una dintre proprietățile energiei este conservarea sa, ca parte a materiei, cu cele două forme de existență ale sale, substanța și câmpul de forțe. Prima dată o lege de conservare (conservarea masei) a fost formulată în 1778 de către Antoine Lavoisier în lucrarea Considérations Générales sur la Nature des Acides (română Considerații generale asupra naturii acizilor) sub forma: „În natură, nimic nu se pierde, nimic nu se câștigă, totul se transformă.”
Exemple de conservare: conservarea energiei unui pendul, conservarea energiei în cazul unei mașini termice, conservarea energiei în cazul unei explozii chimice sau nucleare etc.
Această constatare, a conservării totale a materiei, a avut nevoie de un timp îndelungat și de mulți gânditori, filozofi și oameni de știință pentru a ajunge în forma sintetică cunoscută azi ca principiul conservării materiei.

## Diferite folosiri ale termenului „energie”

### Aspecte lingvistice
În sensul comun de folosire, cuvântul „energie” este un substantiv feminin, având singular și plural (o energie, două energii). Semnificația cuvântului poate fi evidențiată prin sinonime:
- forță, vigoare, putere, tărie, capacitate de a acționa; sau
- fermitate, decizie, hotărâre în acțiunile întreprinse.

Cuvântul energie este folosit uneori în exprimări figurative cum ar fi energie germinativă sau energie nervoasă.
În sensul folosit în fizică (știință, tehnică și tehnologie), termenul este un substantiv feminin, defectiv de plural, la singular fără articolul nehotărât o. Pentru plural, se recomandă expresia forme de transfer energetic și nu forme de energie, folosită des, dar incorect.

### Forme
În funcție de diferite criterii, se vorbește despre diverse forme de transfer energetic.
Din punct de vedere al sistemului fizic căruia îi aparține, există (exemple):
- energie hidraulică, care, la rândul ei, poate proveni din energia potențială a căderilor de apă și mareelor, sau din energia cinetică a valurilor;
- energie nucleară, care provine din energia nucleelor și din care o parte poate fi eliberată prin fisiunea sau fuziunea lor;
- energie de zăcământ, care este energia internă a gazelor sub presiune acumulate deasupra zăcămintelor de țiței;
- energie chimică, care este dat de potențialul electric al legăturii dintre atomii moleculelor;
- energie de deformație elastică, care este energia potențială datorită atracției dintre atomi;
- energie gravitațională, energia potențială în câmp gravitațional.

După sursa de proveniență, poate fi: energie stelară, solară, a combustibililor, hidraulică, eoliană, geotermală, nucleară.
După faptul că urmează sau nu un ciclu se clasifică în:
- energie neregenerabilă,adică energia obținută din resurse epuizabile, cum sunt considerati combustibilii fosili și cei nucleari;
- energie regenerabilă, prin care se înțelege energia obținută de la  Soare, energie considerată inepuizabilă, sub formă de energie electrică (conversie directă), termică (încălzire directă), hidraulică, eoliană, sau cea provenită din biomasă.

După modul de manifestare al energiei se vorbește despre energie mecanică, energie electrică, energie luminoasă.
După purtătorul de energie se vorbește de energie termică.

## Conversii
Diferitele forme de energie se pot converti unele în altele.
| Din -> în                 | Mecanică        | Termică               | Electrică              | Radiație electromagnetică | Chimică                   | Nucleară                 |
| ------------------------- | --------------- | --------------------- | ---------------------- | ------------------------- | ------------------------- | ------------------------ |
| Mecanică                  | Pârghie         | Frâna cu frecare      | Generator electric     | Sincrotron                | Reacție chimică endotermă | Accelerator de particule |
| Termică                   | Turbină cu abur | Schimbător de căldură | Termocuplu             | Corp incandescent         | Furnal                    | Supernovă                |
| Electrică                 | Motor electric  | Rezistență electrică  | Transformator electric | Diodă luminiscentă        | Electroliză               | Sincrotron               |
| Radiație electromagnetică | Velă solară     | Panou solar termic    | Panou solar            | Optică neliniară          | Fotosinteză               | Spectroscopie Mössbauer  |
| Chimică                   | Mușchi          | Ardere                | Pilă de combustie      | Licurici                  | Reacție chimică           |                          |
| Nucleară                  | Radiație alfa   | Soare                 | Radiație beta          | Radiație Gama             |                           | Izomerie nucleară        |